# Christian Lotichius
Christian Lotichius (* um 1530 in Niederzell; † 20. September 1568 in Schlüchtern) war der Koadjutor (Stellvertreter) des Abtes und Neffe des Reformators des Klosters Schlüchtern, Petrus Lotichius. Er war der Bruder des bekannten Dichters und Gelehrten Petrus Lotichius Secundus.

## Leben
Christian Lotichius war der Sohn des Klosterbauern Hans Lotz, eines Bruders des Abtes des Klosters Schlüchtern, Petrus Lotichius.
Christian Lotichius studierte ab 1547 an der Universität Heidelberg, wo er 1548 Magister wurde, anschließend bis mindestens 1555 an der Universität Wittenberg. Zum Pfarrer wurde er 1558 ordiniert, leitete die Klosterschule in Schlüchtern und wirkte hier auch als Pfarrer. Das Kloster war seit 1543 evangelisch, so dass er Barbara Schulteiß heiraten konnte, mit der er drei Kinder hatte. Sein Enkel ist der deutsche Humanist, Mediziner, Poet und Historiograph Johann Peter Lotichius.
Seit 1563 war Christian Lotichius Koadjutor (Stellvertreter) seines Onkels, ab 1567 bis zu seinem Tod auch Koadjutor des Abtes Siegfried Hettenus (1524–1588).